# Зонневальде
Зонневальде (нем. Sonnewalde) — город в Германии, в земле Бранденбург.
Входит в состав района Эльба-Эльстер.  Занимает площадь 86,00 км². Официальный код — 12 0 62 469.
Город подразделяется на 17 городских районов.

## Население
| Год  | Население |
| ---- | --------- |
| 1990 | 3 989     |
| 1995 | 4 093     |
| 2000 | 4 038     |
| 2005 | 3 673     |
| 2010 | 3 452     |
| 2015 | 3 319     |
| 2020 | 3 154     |

## Галерея

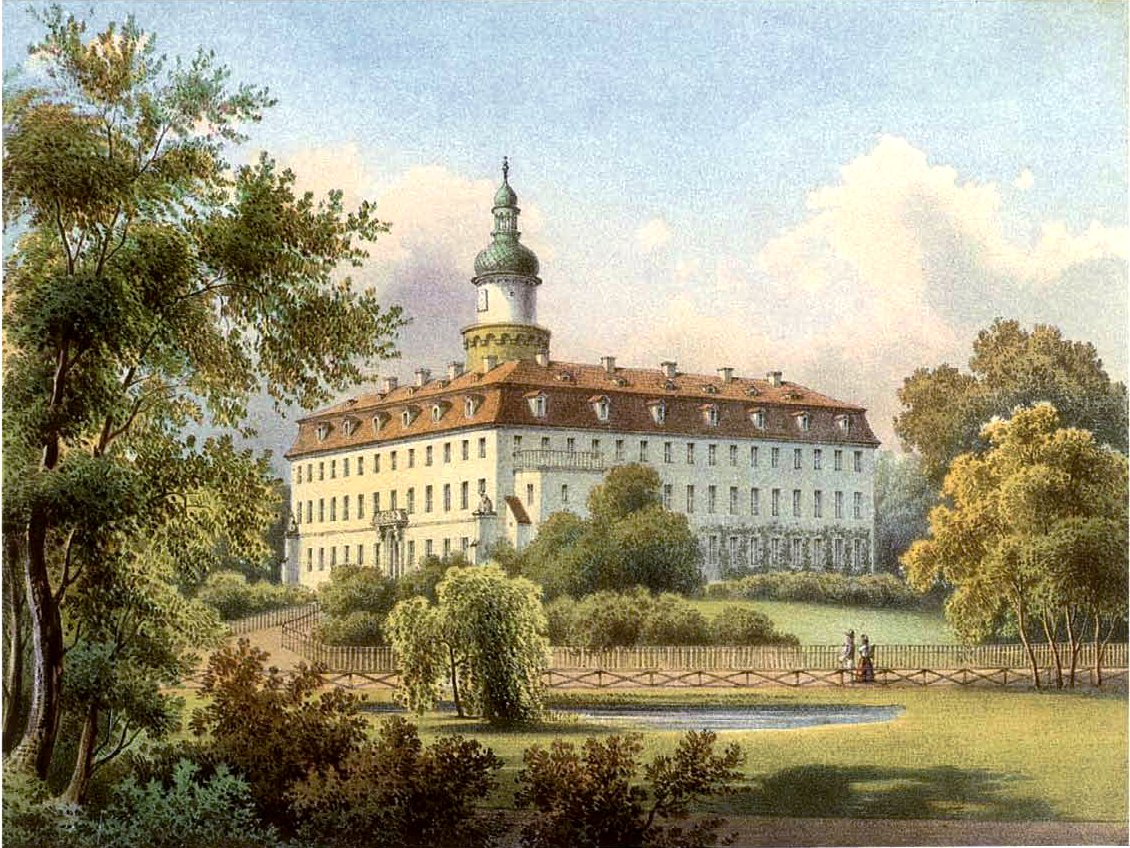
Замок Зонневальде
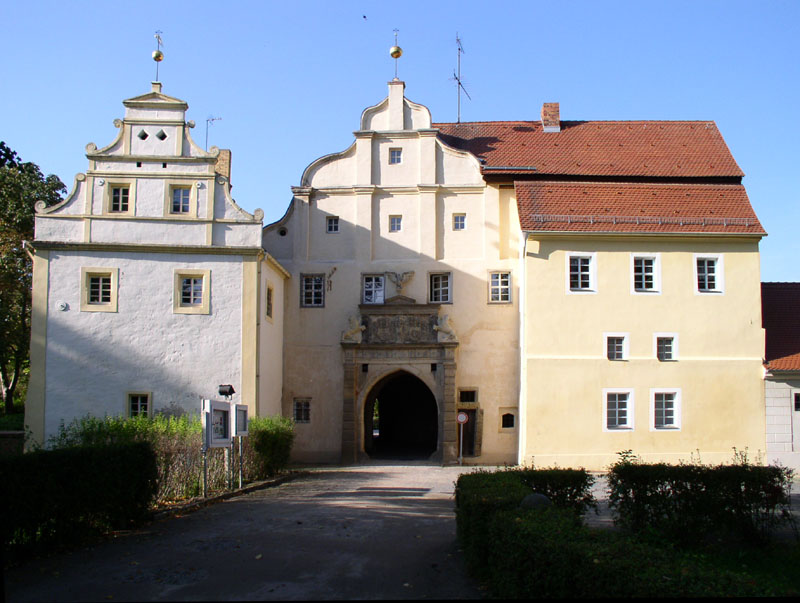
Замок
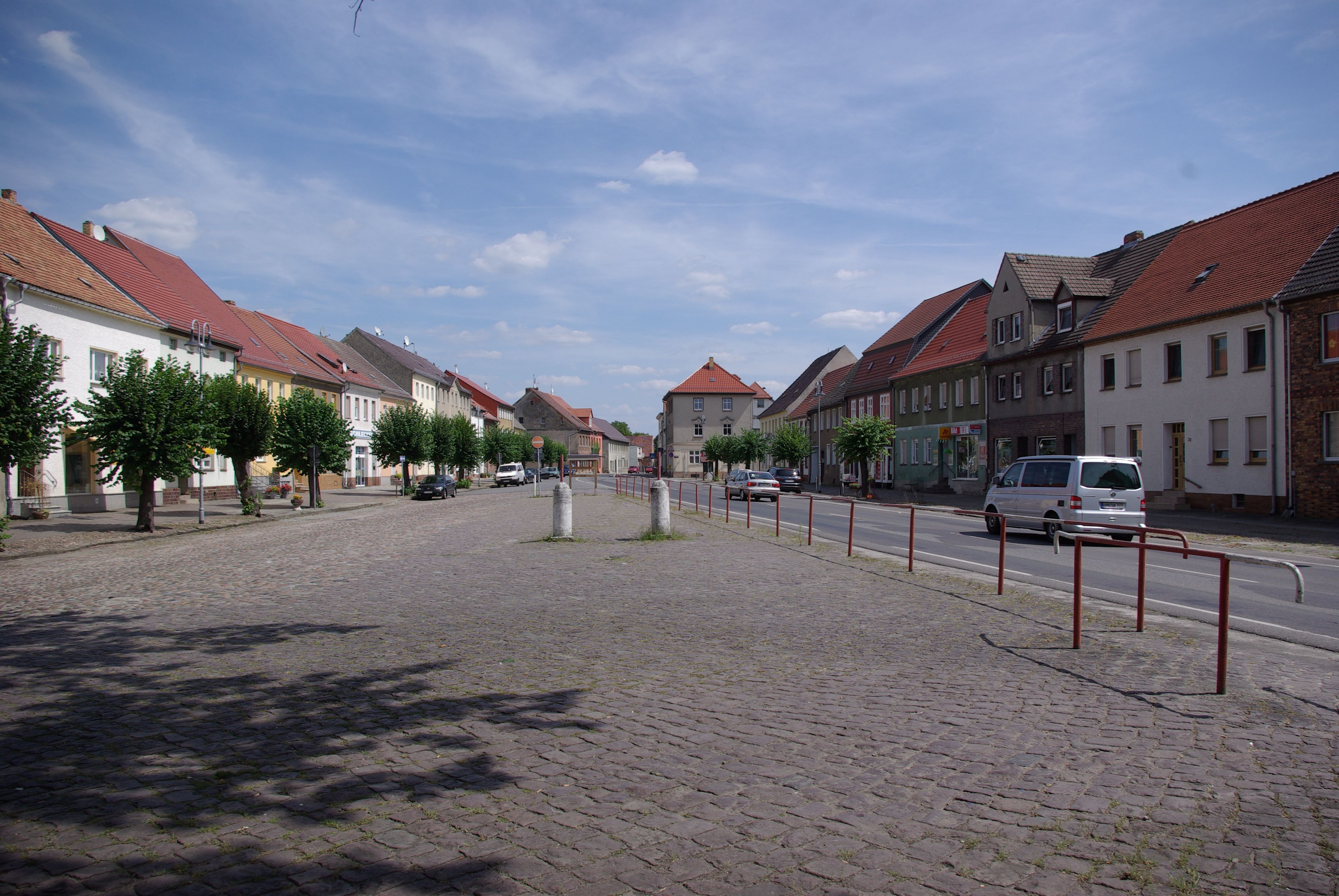
Рынок
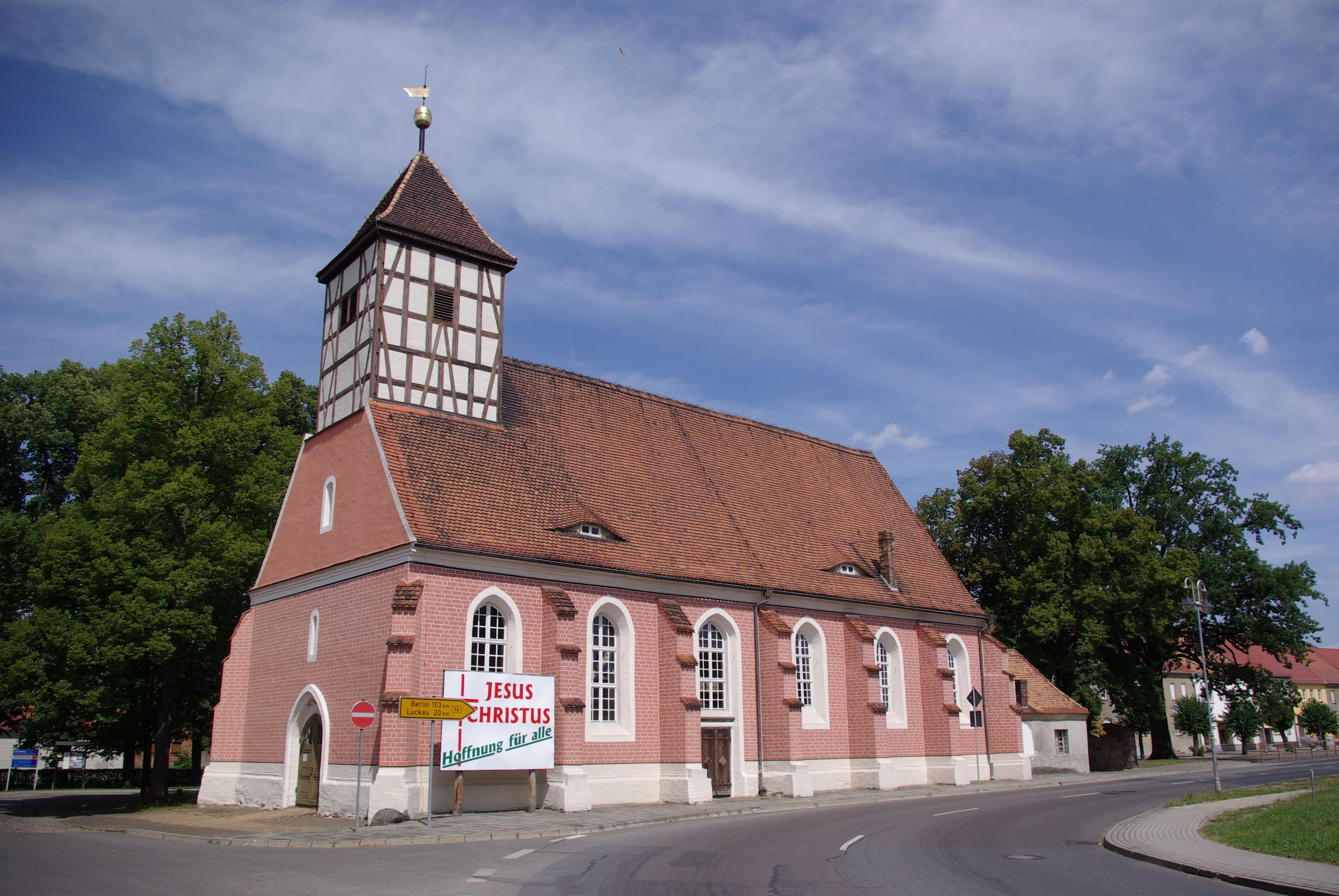
Церковь